# Чан Мин Хи
Чан Мин Хи (кор. 장민희; род. 5 апреля 1999, Инчхон) — южнокорейская лучница, олимпийская чемпионка, двукратная чемпионка мира.

## Биография
Чан Мин Хи родилась 5 апреля 1999 года.
Училась в Национальном университете Инчхона.

## Карьера
Чан Мин Хи начала заниматься спортом в четвёртом классе начальной школы в Инчхоне. К этому её сподвигли школьные учителя.
В 2019 году Чан Мин Хи приняла участие на молодёжном чемпионате мира по стрельбе из лука, который прошёл в Мадриде. Она завоевала золотые медали в командных женских соревнованиях и турнире смешанных пар. Она также участвовала в индивидуальном первенстве, где стала бронзовым призёром. В том же году она приняла участие на втором этапе Кубка Азии в Китайском Тайбэе, занимая второе место после рейтингового раунда с 660 из 720 очков. В полуфинале она уступила хозяйке турнира Су Цзюпин в перестрелке при счёте 5:5, в матче за бронзу также понадобилась перестрелка в матче с соотечественницей Ким Мин Со, и Чан вновь оказалась менее точнее, завершив соревнования на четвёртом месте.
Чан Мин Хи получила право участвовать на Олимпийских играх по результатам отборочного турнира в Южной Корее. На Олимпиаде она участвовала в командном первенстве, где стала чемпионкой вместе с Ан Сан и Кан Чхэ Ён, а также в индивидуальном первенстве. Занимая второе место после рейтингового раунда с очками, превышающими олимпийский рекорд Лины Герасименко и уступая Ан Сан три очка, в индивидуальном первенстве в первом матче она попала на Амаль Адам из Египта и победила со счётом 6:0, но уже в следующем матче проиграла японке Мики Накамуре и выбыла из борьбы за медали.
В сентябре 2021 года на чемпионате мира в Янктоне Чан Мин Хи завоевала две золотые медали: в командном первенстве среди женщин и в индивидуальном турнире. В финале она встретилась с американкой Кейси Кауфхолд, которая сумела выбить из борьбы за золото трёхкратную чемпионку Олимпиады в Токио Ан Сан, и победила её со счётом 6:0.
В 2022 году Чан Мин Хи неудачно выступила на отборочных соревнованиях в корейскую сборную.